# Ritjelsberget
Ritjelsberget är ett naturreservat i Strömsunds kommun i Jämtlands län.
Området är naturskyddat sedan 2018 och är 182 hektar stort. Reservatet omfattar mark på Ritjelsbergets nordsluttning och består av våtmarker, små tjärnar, bäckdalar och granskog.